# Charlottenborg Forårsudstilling
Charlottenborg Forårsudstilling er en årligt tilbagevendende kunstudstilling i Kunsthal Charlottenborg, den tidligere Udstillingsbygning ved Charlottenborg. Udstillingen har været afholdt siden 1857.
Forårsudstillingens 150 års jubilæum blev fejret med en udstilling 17. marts – 9. april 2007. Der blev ved samme lejlighed udgivet en bog om udstillingen som en institution i dansk kunstliv.

## Historie
1857 nedsattes en komité, uafhængig af Akademiet, som skulle vare tage den årlige forårsudstilling på Charlottenborg. Det skulle være stedet, hvor spirende talenter og nye kunstformer blev præsenteret for et større publikum, ofte for første gang.
1882 fulgte en bekendtgørelse med krav om, at der skulle oprettes en censurkomité for Forårsudstillingen. Hvert år skulle der vælges fire kunstnere, med valgret eller valgbare til Akademiet, som skulle indgå sammen med Udstillingskomitéens medlemmer. På den måde udvikledes en censureret udstilling, hvor en fagligt funderet censurkomité foretog en vurdering af de indsendte værker af billedkunstnere og arkitekter, senere også kunsthåndværkere og designere. Herved fandt en udvælgelse sted, som skulle sikre deltagelse af kun de bedst kvalificerede udstillere.
1883 blev Udstillingsbygningen ved Charlottenborg indviet, og Charlottenborgs Forårsudstilling fandt fremover sted her, sammen med andre skiftende udstillinger, på bygningens 1. sal. Her fandt også Charlottenborgs Efterårsudstilling sted.
Nogle af de deltagende kunstnere kunne nu på forårsudstillingen medtage værker uden om censuren, "u.C.", som det anførtes i kataloget. Det var privilegier, som ifølge nye bestemmelser tilfaldt kunstnere, som havde udstillet 15 år i træk; kunstnere, der var eller tidligere havde været medlemmer af Akademiets Plenarforsamling samt modtagere af Akademiets store guldmedalje eller udstillingsmedalje.
Kvinderne indtog kun langsomt plads blandt de ledende poster: i 1887 valgtes den første kvinde til censurkomitéen, maleren Bertha Wegmann, og i først i 1923 valgtes den første kvinde til selve udstillingskomitéen, maleren Olga Lau.
Som eksempel på langsommelig ændring frem mod ligestilling kan nævnes, at den faste udstillingskomité i 1946 havde maleren Sigurd Wandel som formand, beskikket af Undervisningsministeriet. Der var ni øvrige medlemmer af komitéen, otte mænd og een kvinde, maleren Juliana Sveinsdottir. Medlemmerne af selve censurkomitéen bestod i 1946 af 9 personer: tre arkitekter, tre billedhuggere og tre malere - den ene af dem var maleren Gudrun Lorenzen. Udstillingen var i 1946 opdelt i områderne Maleri og Grafik, Skulptur, Arkitektur og Dekorativ Kunst (kunsthåndværk). Desuden vistes en afdeling med Norske Kunstnere samt een Svensk Kunstner. 
Staten overtog i 1974 Charlottenborgudstillingen, der indføres nyt reglement for afholdelse af Charlottenborg Forårsudstilling.
2007 fejredes 150-års jubilæet for beslutningen om at oprette en selvstændig Udstillingskomité og en Udstillingsfond.